# 桶川跟蹤狂殺人事件
桶川跟蹤狂殺人事件（日语：桶川ストーカー殺人事件），警方立案名為JR桶川站西口女大生街头杀人案，也称为桶川事件，是以被害女大學生的前交往對象小松和人為中心的集體犯罪。1999年10月26日，埼玉县桶川市高崎线桶川站前有女大學生被刺殺，而案件调查则揭发小松对死者近10个月的缠扰和埼玉县警察的不作为。以此事件为契机，日本於2000年制定《纏擾防治法》。
在雜誌《FOCUS》等媒體追查下，該事件成為警方的醜聞，最終導致包括上尾警察署职员3人等15人被懲戒。另一方面，針對被害人與被害人家屬的媒體審判，亦使此事件成為新聞倫理的參考案例。
2000年1月，小松自杀，而直接参与犯案的4人各被处15年至无期不等的徒刑。2006年，全員判刑定讞。此外，與本案有关的另一起案件的三名前上尾警察署警官處缓刑。被害人家属向埼玉县（埼玉县警）提起国家赔偿诉讼。2006年確定的判決中，法庭雖承认警察疏忽调查的责任，但驳回該疏忽與被害人被殺有关的认定。

## 事件經緯

### 小松與被害人的交往
1999年1月6日，21歲的被害人與友人一同來到埼玉縣大宮市（今埼玉市）的遊戲中心遊玩，結識加害人小松和人。隨後，兩人開始交往。小松向被害人謊稱姓名「小松誠」，謊報年齡為23歲，並偽裝成外國汽車經銷商。實際上，時年26歲的小松在東京都及埼玉縣一帶經營非法風俗店。
在交往中，小松頻繁贈送被害人高級衣服等名牌品。縱使被害人拒絕，小松也會強迫贈送。此外，在目睹小松情緒不安定的一面後，被害人對這段關係抱持不安。交往期間，被害人亦發現小松信用卡上本名與其自稱不符。又曾遇見小松與暴力團風格的男子搭話。種種事由加深被害人對小松的不信任感。
同年3月20日，在拜訪小松居住的大廈時，被害人發現小松在房間裡暗藏的攝影機。兩人因此起了爭執。小松毆打被害人。其後，小松頻繁打電話給被害人，控制被害人的行動。
3月30日，被害人向親友留下遺書，向小松提出分手。小松早已透過興信所，得知被害人父親的工作地點，及其他親友資訊。小松威脅被害人繼續跟自己交往，否則傷害其親友。被害人心生恐懼，不得不繼續與小松交往。4月21日，小松命令被害人破壞自己的手機。之後，告訴被害人只要提出分手，將會危及自身與親友的性命。被害人曾數次與友人提到「可能會被刺殺也說不定」。

### 更加嚴重的騷擾行為與警方的應對

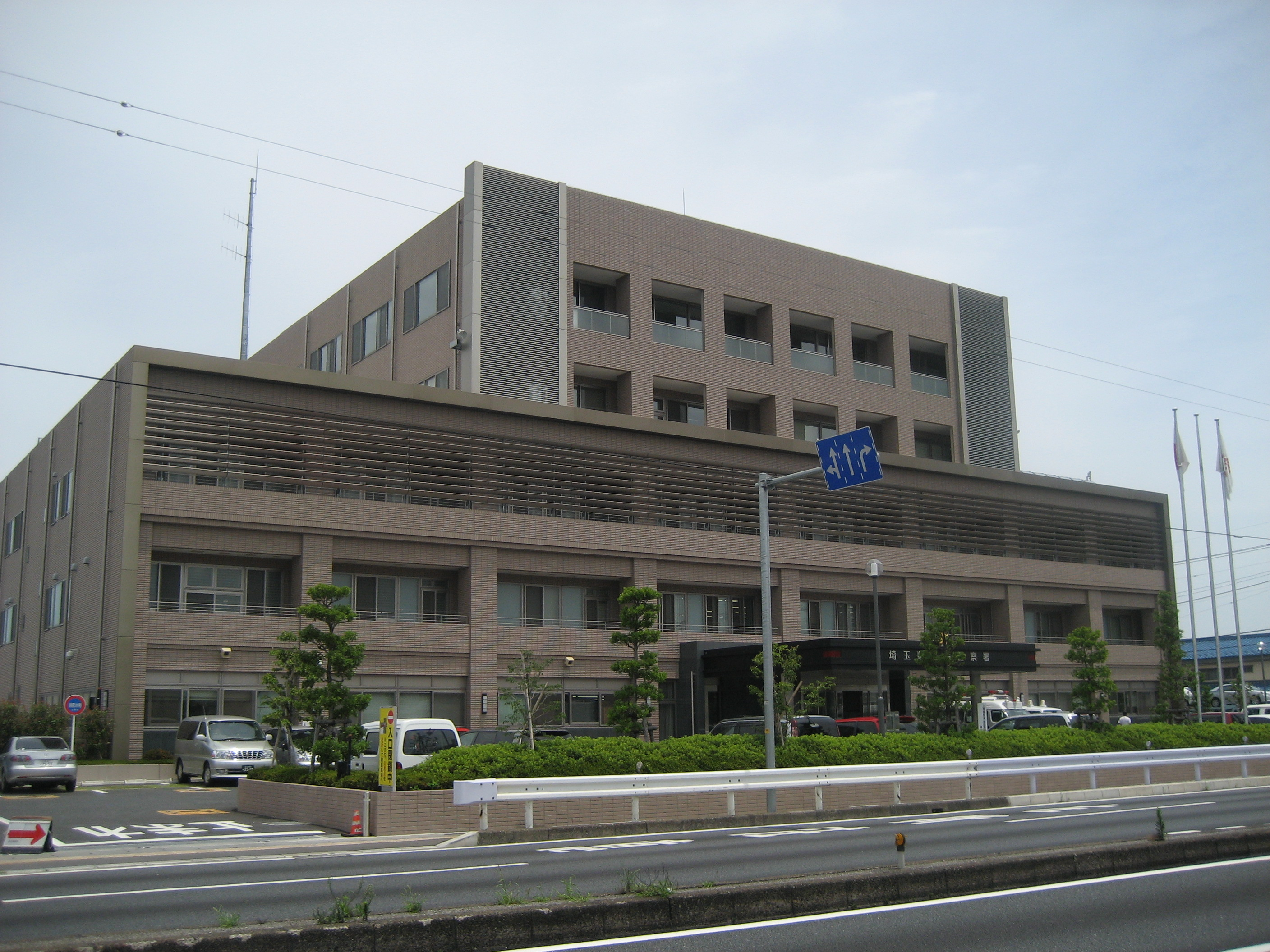
受理被害人纏擾申告的上尾警署。

6月14日，身心俱疲的被害人，對小松提出了最後一次的分手。同日晚間8點左右，小松與其兄小松武史，以及另一人柳直之，共計3人，不請自來地拜訪被害人住所，向其母親表示：「小松挪用公司公款，購買禮物給妳女兒。目前精神極不穩定。妳女兒也是同罪。該表現點誠意吧。」3人要求250萬日圓。其後，返家的被害人父親與三人爭吵。最後，三人離開。
次日，被害人與父母商量後，向上尾警察署報案。上尾署的職員，雖然聆聽被害人錄下的爭吵證據，但仍以「民事不介入」等理由，告訴被害人不認定前日事件成立恐嚇罪。另一方面，對於被害人因擔心自身與母親安危提出的搜查請求，署員亦拒絕。
6月21日，被害人退回自小松收受的禮物。同日，被害人父親拜訪上尾署，希望能獲得警方幫助。警方事後不承認有此事。
禮物遭退還後，小松開始計畫殺害被害人。小松經常打無聲電話給被害人，並在被害人住宅附近徘迴。7月13日，有被害人照片的中傷文宣散布在被害人住家附近。中傷文宣亦散布至被害人父親的工作地點、學校。
同日，被害人母親向上尾署報案。上尾署派出2名署員勘查狀況。2日後的7月15日，刑事二課長以警方無搜索狀、建議被害人待考試結束再提告等理由，為難被害人逮捕小松的要求。
7月20日，附有被害人照片及資訊的色情傳單投入高島平一帶的信箱。被害人受到因傳單打來的電話騷擾。22日，被害人家屬再度拜訪上尾署，二課長以承辦人不在，要求一周後再來。29日，受理告訴狀，但未註記犯人的資訊。
8月23日，被害人父親的工作地點收到大量中傷被害人及其父的文宣。同日，被害人父親再度訪中尾署。中尾署再度以承辦人不在為理由，打發被害人父親。次日，針對被害人父親逮捕小松的要求，二課長以業務繁忙為理由拒絕。該案件的告訴狀在二課長擱置近一個月，後呈到生活安全次長。生活安全次長指示二課長想辦法變更告訴狀為備案。 9月7日，受二課長指示的課員前往被害人家中，取得被害人的備案申請書。9月21日，課員再度拜訪被害人家，要求被害人母親撤銷告訴，但遭到拒絕。
10月16日，被害人住宅附近出現播放吵雜音樂的車輛。被害人父母雖馬上記下車牌，報案，但警方亦未處理。

### 犯罪團伙與被害人遇害

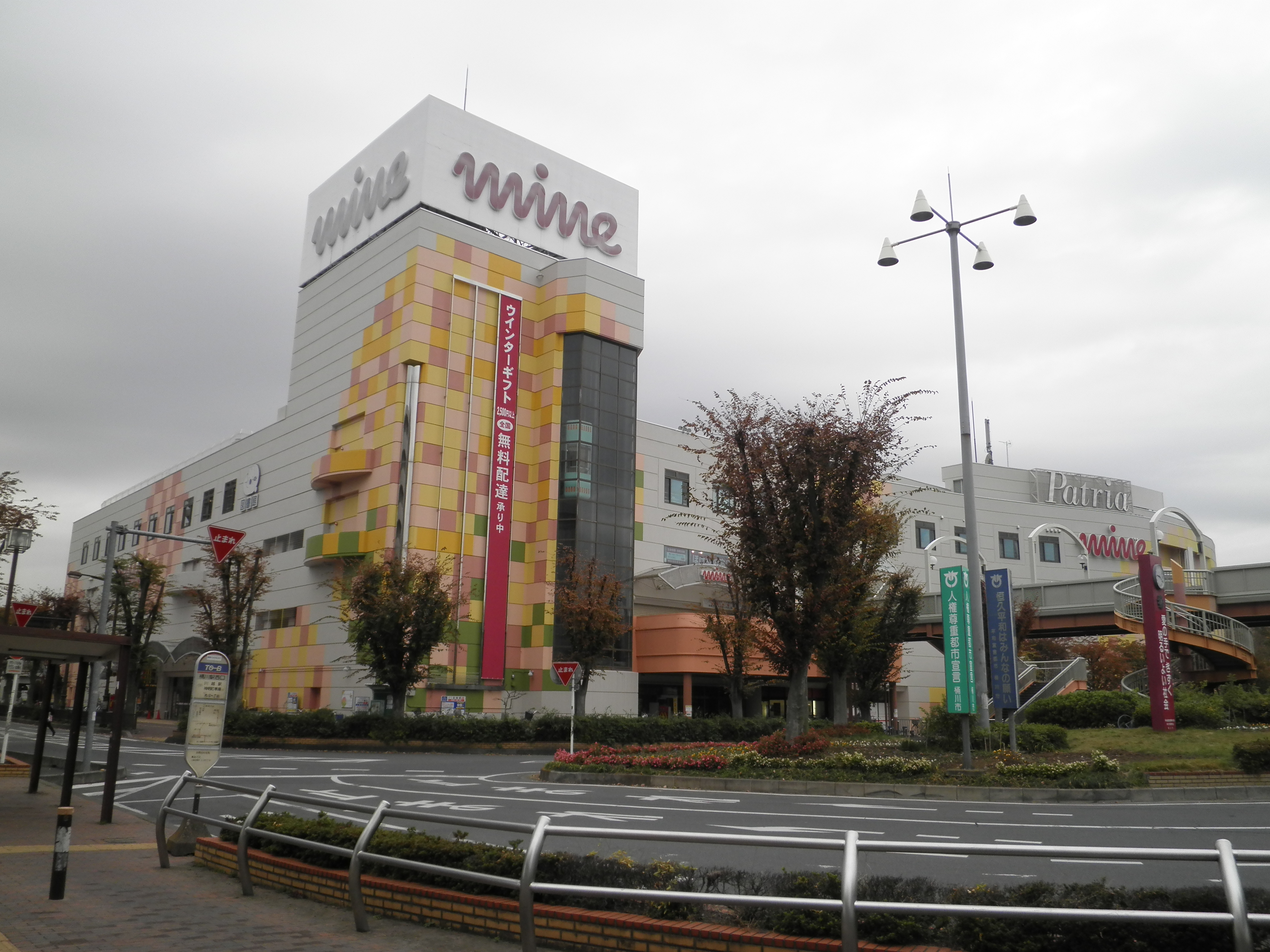
被害人遭到殺害的地點，桶川購物中心。

6月22日，自被害人手上收到退還的禮物後，小松便開始著手殺人計畫。受小松指示的武史，以2000萬日圓犯罪資金，向前暴力團員久保田祥史，及另一人委託殺人。7月5日，小松向武史交付2000萬日圓，並為了製造不在場證明，小松飛往沖繩那霸。這2000萬日圓，一部分挪用去製作7月13日的中傷文宣。小松在沖繩滯留期間，不間斷地打電話騷擾被害人。另一方面，受委託的犯罪團伙計畫於10月18日綁架被害人，但未果。10月25日，犯下殺人罪的3人與另一名風俗店員勘查犯罪地點。
10月26日，上午8點，負責殺人的久保田、負責協助久保田逃亡的川上聰，與負責蹲點的伊藤嘉孝於池袋集合；搭乘2台車，約9點左右抵達桶川。伊藤發現被害人後，通知久保田、川上前往桶川車站。中午12點半左右，在桶川購物中心前，被害人正在車站前停腳踏車，打算轉乘地鐵上學。久保田持刀刺傷被害人右背部，並補刀刺傷左前胸。附近聞聲而來的民眾雖試圖追捕久保田，但久保田仍舊順利脫逃。被害人送上尾中央綜合醫院，不治死亡。
同日，下午5點，犯案3人與武史於赤羽的卡拉OK店會合。武史指示3人逃亡，並交付剩餘尾款1000萬日圓給久保田，各交付400萬日圓給川上、伊藤。武史隨後指示中古車行老闆F處理用來犯罪的2輛車。武史在事件當日與在沖繩的小松以電話聯絡數次。

### 犯罪團伙的逮捕與小松的自殺
12月19日，犯罪團伙的久保田遭到逮捕。20日，武史、川上、伊藤，亦因殺人罪嫌逮捕。2000年1月16日，4人遭到起訴。同日，以毀謗罪嫌，小松遭到全國通緝。
2000年1月27日，於北海道屈斜路湖發現小松的屍體。警方斷定為自殺。小松留下2封遺書。遺書抱怨被害人、被害人家屬與媒體，並主張自己是被冤枉的。2月23日，因嫌犯小松和人死亡，不起訴小松。

## 報導

### 針對被害人的報導
事件發生後，媒體關注被害人私生活，謠傳被害人在風俗店工作。 而警方第一次記者會，將被害人塑造成放蕩不羈的拜金女，以避免怠惰調查一事曝光。

### FOCUS等媒體的追查
《FOCUS》記者清水潔自被害人親友聽聞被害人遭到騷擾的經過，便投入追查。清水查出實行犯為久保田。 12月6日，清水拍下久保田等人的照片，並交給警方。 12月21日，《FOCUS》刊載被害人遭到騷擾的報導〈桶川美女女大生刺殺案 本刊獨家實行犯全紀錄 走投無路的跟蹤狂〉。 而這段時間，犯罪嫌犯也一一被捕。在與被害者父母交談的過程中，清水提到該不會小松曾派假警察上門拜訪，方發現警方推諉塞責的狀況。
2000年1月12日，《FOCUS》刊登〈無法逮捕桶川女大生刺殺主犯 崎玉縣警的無力搜查 從事件前的應對來看〉，報導警方怠惰導致被害人死亡。 之後各家媒體一一追查警方失職。

### 議會質詢與縣警道歉
3月7日，民主黨的竹村泰子於众议院预算委员会，就本案質詢警察廳長官田中節夫。 同日，埼玉縣警刑事部長對署員曾要求家屬撤案一事，表示遺憾。3月9日，埼玉縣議會召喚縣警刑事部長受詢。3月10日，埼玉縣警就此事設置調查小組。
4月6日，結束內部調查的埼玉縣警發表報告書，承認偽造等事，向家屬道歉。竄改文書的上尾署刑事二課長、同係長、同課員受免職處分。本部長以下12人受減薪、警告處分。

## 影响

### 制定《纏擾防治法》
以本案為契機，日本加快了防治跟蹤騷擾行為的相關立法。2000年5月18日，国会制定了《纏擾防治法》，于同年11月24日生效。
然而，法案通過後，仍發生數起缠扰者谋杀案。2012年11月，神奈川县逗子市的一名女子被杀（逗子跟踪狂杀人事件）。在本案中，嫌犯向被害人发送1000多封骚扰邮件。因电子邮件在2000年代尚未普及，《纏擾防治法》中并没有禁止通过电子邮件联系，此點變成法律漏洞，使警方得以忽略此事，而未立案。同年12月，長崎跟蹤狂殺人事件中，受纏擾女子的两位家人遭到殺害，警方亦没有引用防治法，行动缓慢，导致悲劇。。

### 栃木兇殺案的国家賠償訴訟
栃木兇殺案被害人家屬，與桶川相同，因警方怠慢搜查，而提起国家赔偿诉讼。2006年4月，地方法院判決栃木案中警方怠慢搜查與被害人遇害有因果關係。桶川案家屬受到栃木案鼓舞，而堅持訴訟。桶川案被害人母亲，見到栃木案判决結果，表示：“我想告訴我的女儿，這個世界上仍有能做出正確判決的法官。”栃木桶川两案死者家属相互旁聽對方的訴訟，加深交流，桶川案母亲說：“有些事情只有经历过相同战斗的人类才能理解。如果我仍過著正常的生活，我就不会遇到他們。”

### 与上尾署员处置有关的副次事件
2000年10月7日，埼玉县警警視居住的大廈玄關外发生火灾。警方以纵火罪嫌，逮捕因另一项恐嚇罪名被捕的巡查部長。造到縱火的警視，在桶川案发生时，是上尾署的刑事生命安全担当科长，是能够直接或间接指示撤告和伪造告诉狀的人物。被捕的嫌犯，在桶川案发生时，是上尾署刑事；而作为受該縱火嫌犯恐嚇的被害者，在桶川案当时，也是上尾署員。縱火嫌犯，因桶川案，從原先的刑事職務貶謫至派出所，而懷恨在心。另一方面，桶川案中，該嫌犯曾同情，並積極回應被害女大生。因不信任處理縱火犯的警方，嫌犯在狱中自杀。

### 民事不介入
警方以「民事不介入」的名义，疏忽造成此事件。2000年，警察刷新会議建议，放棄此原則。然而，2009年4月的月刊ZAITEN批評，警察變得过度介入民事。

## 事件年表
| 年     | 时间     | 活动 |
| ------ | -------- | --- |
| 1999   | 1月      | 被害人和小松开始约会。 |
|        | 3月30日  | 虽然被害人与小松分手，但小松仍舊強迫被害人繼續交往。 此後，小松的強制、威胁行为越來越嚴重。                                        |
|        | 6月14日  | 被害人再度通知小松分手。当晚，小松、武史等人不請進入被害人家中，發生爭執。                                                         |
|        | 6月15日  | 被害人向上尾署咨询，但没有得到处理。                                                                                               |
|        | 7月13日  | 被害人住家周围遭撒中傷文宣。同日，被害人母亲向上尾署报案。                                                                         |
|        | 7月29日  | 被害人向上尾署提告小松诽谤。 |
|        | 8月22日  | 被害人父亲工作地點收到中傷文宣。23日，总公司亦收到中傷文書。                                                                       |
|        | 9月7日   | 上尾署員竄改被害人告訴函為備案。                                                                                                   |
|        | 9月21日  | 上尾警官要求被害人母亲撤告。 |
|        | 10月16日 | 午夜时分，两辆汽车出现在被害人家附近，播放着吵雜的音乐。                                                                           |
|        | 10月26日 | 被害人在JR桶川站西口被刺死。 |
|        | 12月19日 | 以谋杀罪嫌逮捕凶手久保田。 |
|        | 12月20日 | 谋杀主谋武史、負責協助逃亡的川上聰和蹲點的伊藤嘉孝，各自因谋杀罪被捕。                                                             |
| 2000年 | 1月16日  | 以涉嫌诽谤罪，逮捕了包含犯案團伙等12人。以同样罪嫌，通缉小松。                                                                     |
|        | 1月27日  | 北海道屈斜路湖发现小松的屍體，斷定為自杀。                                                                                         |
|        | 3月4日   | 《独家新闻》播出了本案的第一个专题。                                                                                               |
|        | 3月7日   | 众议院预算委员会就本案第一次質詢。                                                                                                 |
|        | 3月10日  | 埼玉县警成立调查小组。 |
|        | 4月6日   | 埼玉县警发表调查报告。 竄改告訴狀的三名上尾署員受纪律处分，并被解雇。 埼玉县警本部長访问被害人家屬，并向家属道歉。                 |
|        | 5月18日  | 制定了《纏擾防治法》。 |
|        | 9月7     | 遭纪律处分的三名前上尾署員處缓刑。                                                                                                 |
|        | 11月24日 | 《纏擾防治法》實施。 |
|        | 12月22日 | 被害人家属向埼玉县（埼玉县警察）提起诉讼，要求赔偿1.1亿日元。                                                                      |
| 2001年 | 7月17日  | 久保田处18年有期徒刑，伊藤处15年有期徒刑。久保田上诉。                                                                             |
| 2002年 | 3月29日  | 久保田撤回上诉，处18年有期徒刑定讞。                                                                                               |
|        | 6月27日  | 川上聰处15年监禁。 |
|        | 12月25日 | 武史处无期徒刑。武史上诉。 |
| 2003年 | 2月26日  | 地方法院判決，认定警方疏忽調查，责令赔偿被害者家属550万日元，但没有承认疏忽与被害人被害之间的因果关系。 死者家属和警方均提出上诉。 |
| 2005年 | 1月27日  | 高等法院判决，支持地方法院的判決，并驳回兩造上诉。                                                                                 |
|        | 12月20日 | 高等法院判决，支持地方法院的判决，驳回武史的上诉。同日，武史提出上诉。                                                             |
| 2006年 | 8月30日  | 最高法院判決，支持地方法院的判決，驳回两造上诉。 關於警方處理此案的國賠訴訟定讞。                                                  |
|        | 9月6日   | 最高法院判决，支持地方法院的判决，驳回武史的上诉。武史的无期徒刑定讞。                                                             |

### 脚注
1. ↑  鳥越・小林（2002）pp.42-43
2. ↑  『朝日新聞縮刷版』2003年2月、pp.1343
3. ↑  陳慈幸.  (PDF).   [2022-05-11].
4. 1 2 3 4 5 6 7 8 9 10  鳥越・小林（2002）pp.50-58
5. 1 2 3 4 5 6 7 8 9 10 11 12 13 14 15  清水潔. . 新潮文庫. 2004. ISBN 4101492212.
6. 1 2  . SDIトータルサポート.   [2022-05-12]. （原始内容存档于2022-05-14） （日语）.
7. 1 2  鳥越・小林（2002）pp.84-92
8. ↑  鳥越・小林（2002）pp.103-109
9. 1 2 3 4 5 6  鳥越・小林（2002）pp.59-70
10. 1 2 3 4 5 6 7 8  鳥越・小林（2002）pp.24-35
11. 1 2  . www.courts.go.jp.   [2022-05-12]. （原始内容存档于2022-05-12）.
12. 1 2  鳥越・小林（2002）pp.6-17
13. 1 2  鳥越・小林（2002）pp.233-234
14. 1 2  鳥越・小林（2002）pp.233-234
15. 1 2  鳥越・取材班（2000）pp.21-31
16. ↑  鳥越・小林（2002）pp.128-132
17. ↑  鳥越・取材班（2000）pp.37-47
18. ↑  鳥越・取材班（2000）pp.88-91
19. ↑  鳥越・取材班（2000）pp.27-37
20. ↑  『朝日新聞』夕刊、2000年4月6日付1面（第4版）
21. ↑   鳥越・取材班（2000）p.287
22. ↑  鳥越・小林（2002）pp.233-234
23. 1 2  蒲（2013）pp.203-205
24. ↑  . 2012-01-24  [2016-05-07]. 原始内容存档于2016-05-07.
25. 1 2 3  『朝日新聞縮刷版』2006年4月、p.607
26. ↑  週刊文春2003年5月29日号『「消えない謎 桶川ストーカー事件」捜査員連続自殺の怪』
27. ↑  森史雄. . ZAITEN. 2009-04-01, 53 (4): 134–135.

### 文獻
- 鳥越俊太郎、取材班『桶川女子大生ストーカー殺人事件』（メディアファクトリー、2000年）ISBN 978-4840101592
- 鳥越俊太郎、小林ゆうこ『虚誕-警察に作られた桶川ストーカー殺人事件』（岩波書店、2002年）ISBN 978-4000225229
- 蒲俊郎『おとなのIT法律事件簿』（インプレスR&川上、2013年）ISBN 978-4844395768